# Chaetonotus angustus
Chaetonotus angustus är en djurart som tillhör fylumet bukhårsdjur, och som beskrevs av Schrom 1972. Chaetonotus angustus ingår i släktet Chaetonotus och familjen Chaetonotidae. Inga underarter finns listade i Catalogue of Life.